# Pale-Prača
Pale-Prača es un municipio de Bosnia y Herzegovina. Se encuentra en el cantón de Podrinje Bosnio, dentro del territorio de la Federación de Bosnia y Herzegovina. La capital del municipio de Pale-Prača es Prača.

## Localidades
El municipio de Pale-Prača se encuentra subdividido en las siguientes localidades:
- Brdarići
- Brojnići
- Bulozi (Pale-Prača)
- Čeljadinići
- Čemernica (Pale-Prača)
- Datelji
- Donja Vinča
- Kamenica (Pale-Prača)
- Komrani
- Prača
- Renovica
- Šainovići
- Srednje
- Turkovići
- Vražalice

## Demografía
En el año 2009 la población del municipio de Pale-Prača era de 1 069 habitantes. La superficie del municipio es de 86.4 kilómetros cuadrados, con lo que la densidad de población era de 12 habitantes por kilómetro cuadrado.